# Worms (Gemeinde Bartholomäberg)
Worms ist ein Siedlungsplatz in der Nähe eines prähistorischen Bergbaugebietes im Gemeindegebiet von Bartholomäberg. Heute besteht der Ortsteil nur noch aus einem Gehöft und einigen Maiensässhütten.

## Geographie
Der Ortsteil befindet sich oberhalb des Dorfzentrums der Gemeinde Bartholomäberg am Abhang der Bergkette des westlichen Verwalls resp. der Südflanke vom Wannaköpfle (2032 m ü. A) und Itonskopf (2089 m ü. A).
Östlich befinden sich die Vorsäß Sasella, nördlich die Almein und der kleine Fritzensee (Fritzasee).
Südlich das Dorfzentrum Bartholomäberg, Westlich der Ortsteil Lutt.

## Geschichte, Geologie und Bergbau, Schaubergwerk
Ein interdisziplinäres Forschungsprojekt widmete sich im Montafon Fragen der ältesten Besiedlungsgeschichte einer Tallandschaft und der prähistorischen Nutzung der Kupfer- und Eisenerze in einer inneralpinen Siedlungskammer. Und inwieweit die Höhensiedlungen Bewirtschaftung, Weidenutzung und Ackerbau, von den Tätigkeiten im Bergbau beeinflusst wurden.
Die Spuren des Bergbaus am Bartholomäberg reichen in die Steinzeit zurück, Siedlungsspuren sind 7000 Jahre alt. Hier wurden in der schmalen Grauwackenzone unter anderem Silber, Eisen und Kupfer gewonnen. Der Bergbau im Montafon erlebt im Hoch- und Spätmittelalter eine Blüte und endet ab dem 16. Jahrhundert. In der Parzelle Worms, dem ehemaligen Bergbaurevier Knappagruaba, sind zeitweise 150 Stollen in Betrieb gewesen, die Spuren sind im Gelände sichtbar (überwachsene Haldenfluren).
Schaustücke gibt es im Museum Silbertal, und 2010 wurde bei der Garsellaalpe der St.-Anna-Stollen als das bisher einzige Schaubergwerk Vorarlbergs eröffnet. Es entstand auf Betreiben des Vereines Historisches Bergwerk. Er ist in den Bartholomäberger Geologischen Lehrwanderweg eingebunden.

## Tourismus
Neben dem Bergwerk, zu dem zu den Besichtigungszeiten Shuttlebusse von Bartholomäberg fahren, ist die Gegend Worms und die ganze „Sonnentrasse“ beliebtes Wandergebiet. Hier führen zahlreiche Wege in den Verwall, gegen das Silbertal hin und als Höhenwege Illtal-auswärts.